# Piptostigma multinervium
Piptostigma multinervium Engl. & Diels – gatunek rośliny z rodziny flaszowcowatych (Annonaceae Juss.). Występuje naturalnie w Kamerunie oraz Gabonie. 

## Morfologia
PokrójZimozielone drzewo lub krzew dorastające do 10 m wysokości. Młode pędy są owłosione.
LiścieMają odwrotnie jajowaty lub eliptycznie odwrotnie jajowaty kształt. Mierzą 12–14 cm długości oraz 3,5–7 cm szerokości. Są lekko owłosione od spodu. Nasada liścia jest ostrokątna. Blaszka liściowa jest o spiczastym wierzchołku. Ogonek liściowy jest nagi i dorasta do 2 mm długości.
KwiatySą zebrane w grona, rozwijają się bezpośrednio na pniach i gałęziach (kaulifloria). Mierzą 10 m długości. Działki kielicha mają trójkątny kształt, są owłosione i dorastają do 1–2 mm długości. Płatki zewnętrzne mają lancetowaty kształt i osiągają do 5–16 mm długości, natomiast wewnętrzne są różowe, lancetowate i mierzą 3,5–8 cm długości. Kwiaty mają owłosione owocolistki o podłużnym kształcie.
OwocePojedyncze mają podłużnie jajowaty kształt, zebrane w owoc zbiorowy. Są omszone, siedzące. Osiągają 4,5 cm długości i 2,5 cm szerokości.

## Biologia i ekologia
Rośnie w wilgotnych lasach.